# 힘껏 노력해! 마법소녀 쿠루미
"힘껏 노력해! 마법소녀 쿠루미"(일본어: せいぜいがんばれ！魔法少女くるみ)는 작품 내 등장하는 마법소녀 집단 '프리마 엔젤'과 세 명의 소년 집단인 '방관자'를 주인공으로 한 일본의 어린이 웹/텔레비전 애니메이션이다.

## 방송
1화당 분량은 거의 2분(시즌 1, 2) 및 3분 (시즌 3)이다. 시간에 따라 스토리 진행을 위해 중간에 아이캐치를 삽입하는 경우도 있다.
애니메이션 본편은 격주로 스트리밍되고 있으며, 본편 방영 후 1주가 지나면 성우진의 오디오 코멘터리 방송 "힘껏 노력해! 마법소녀 쿠루미의 성우"를 10분 내의 분량으로 스트리밍한다.
2018념 8월 12일에 이벤트 "엉망진창으로 노력해! 마법소녀 쿠루미의 성우 초줄장판 2018"(めちゃくちゃがんばれ!魔法少女くるみの中の人 超出張版2018)을 개최했다.
2019년 1월 7일, 1월 14일, 4월 1일에 BS11에서 3화분을 3회로 나눠 방송하는 것으로 결정되었다.

## 주제가

### 오프닝
걸즈 온리 미라클! (ガールズ・オンリー・ミラクル！, 시즌 1 테마)
마법소녀는 멈추지 않아 (魔法少女は止まらない, 시즌 2 테마)
종말에게의 천격(終末への天撃, 시즌 3 테마)

### 엔딩
사립 에가오가오카중학교 교가 (私立笑顔ヶ丘中学校 校歌)
미소녀 마법소녀 공룡 천사 전사 응원가 (美少女魔法少女恐竜天使戦士応援歌)
오세요 에가오가오카시 ~에가오가오카시에 오랫동안 전해지던 전래동요~ (おいでよ笑顔ヶ丘市 〜笑顔ヶ丘市に古くから伝わるわらべうた〜)
미소녀 마법소녀 공룡 천사 전사와 나 (美少女魔法少女恐竜天使戦士とぼく)
에가오가오카 음두 (笑顔ヶ丘音頭)
사립 에가오가오카 중학교 졸업가 (私立笑顔ヶ丘中学校卒業歌)

### 삽입곡
프리마 엔젤 우정 테마 (プリマエンジェル友情のテーマ, 46화)
비열할 정도로 SMILE로 (えげつないほどのSMILEで, 58화)

## 회차 목록
| 시즌 | 시즌 | 회수      | 방송 날짜        | 방송 날짜       |
| 시즌 | 시즌 | 회수      | 시즌 시작        | 시즌 종료       |
| ---- | ---- | --------- | ---------------- | --------------- |
|      | 1    | 50        | 2017년 7월 30일  | 2018년 7월 7일  |
|      | 2    | 50        | 2018년 10월 27일 | 2019년 10월 5일 |
|      | 3    | 추후 공개 | 2020년 10월 7일  | 추후 공개       |